# 張正見
张正见（6世紀—6世紀），字见赜，清河郡东武城县（今河北省衡水市故城县）人。
父张修礼曾官仕北魏散骑侍郎。正见自幼随父入梁，十三歲時向太子萧纲献颂，萧纲“深赞赏之”。太清元年（547年），参加选举，“射策高第，除为邵陵王国常侍”。
侯景之亂平定後，拜通直散骑侍郎，再迁彭泽令。避居庐山（匡俗山）。陈霸先建立陈朝，诏命张正见出仕，以正见為镇东鄱阳王府墨曹行参军，兼衡阳王府长史。累官迁通直散骑侍郎。张正见工於诗，负盛名，“其五言诗尤善，大行于世”。明人辑有《张散骑集》。
太建年間（569年－582年）卒，享年四十九。

## 延伸阅读
[在维基数据编辑]
 《陳書·卷34》，出自姚思廉《陳書》